# Chaunacops coloratus
Chaunacops coloratus là một loài cá thuộc họ Chaunacidae. Loài cá này sinh sống ở biển sâu dưới độ sâu hơn 1000 mét trong Ấn Độ Dương, Thái Bình Dương và Đại Tây Dương. Con cá trưởng thành có da màu hồng, còn những con nhỏ hơn có da màu xanh dương. Chiều dài thân tối đa của chúng vào khoảng 20 cm, ngắn nhất là 7 cm. Loài cá này thường nằm ở một chỗ chờ con mồi tới gần. Sau khi phát hiện mồi, nó từ từ tiến tới gần bằng cách đẩy những vây ngực và vây bụng xuống đáy. Ngoài ra chúng còn có thể bơi như những loài cá khác bằng cách quẫy vây đuôi.